# Synaulia
Synaulia è un gruppo di lavoro di archeologia sperimentale applicata alla musica e alla danza.

## Storia

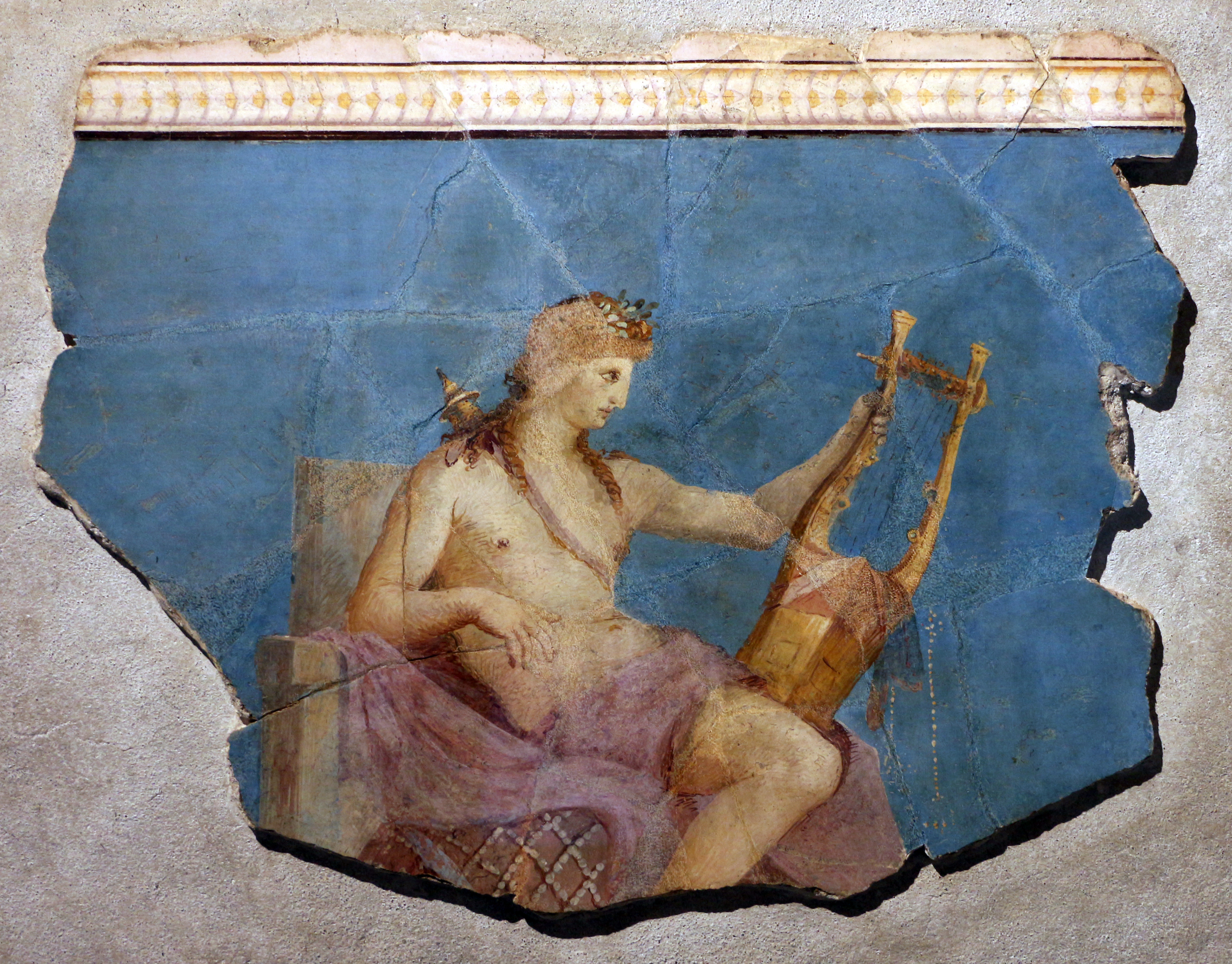
Apollo citaredo. Intonaco dipinto, opera romana di età augustea. Dalle Scalae Caci sul Palatino, Roma

Il nome deriva dal termine di origine greca synaulia, che nell'antica Roma indicava un gruppo strumentale composto principalmente da strumenti a fiato. 
Il gruppo è stato creato nel 1995 nei Paesi Bassi a Leida dal paleorganologo italiano Walter Maioli e dalla coreografa e antropologa Natalie VanRavenstein nell'ambito di attività promosse dal locale museo. 
Inizialmente il lavoro del gruppo era finalizzato alla ricostruzione di strumenti musicali dell'antichità a fini didattici per il parco archeologico olandese Archeon. In seguito, l'attività si è estesa allo studio e alla riproposizione della musica e della danza dell'antichità italica, approfondendo soprattutto il periodo dell'antica Roma imperiale. 
Gli esiti di questa attività si sono tradotti in una serie di produzioni musicali, in parte destinate o riutilizzate per film, sceneggiati e documentari relativi al periodo dell'antica Roma, tra i quali Il Gladiatore di Ridley Scott e la serie televisiva Roma; nella realizzazione di uno strumentario ad uso espositivo e didattico (226 repliche di strumenti) nonché nella pubblicazione di alcuni saggi sull'argomento.
Walter Maioli e il gruppo di ricerca Synaulia sono attualmente ricercatori e artisti in residenza presso il Vesuvian National Institute for Archaeology and the Humanities  a Castellammare di Stabia (NA).

## Il lavoro di ricerca archeologico-musicale

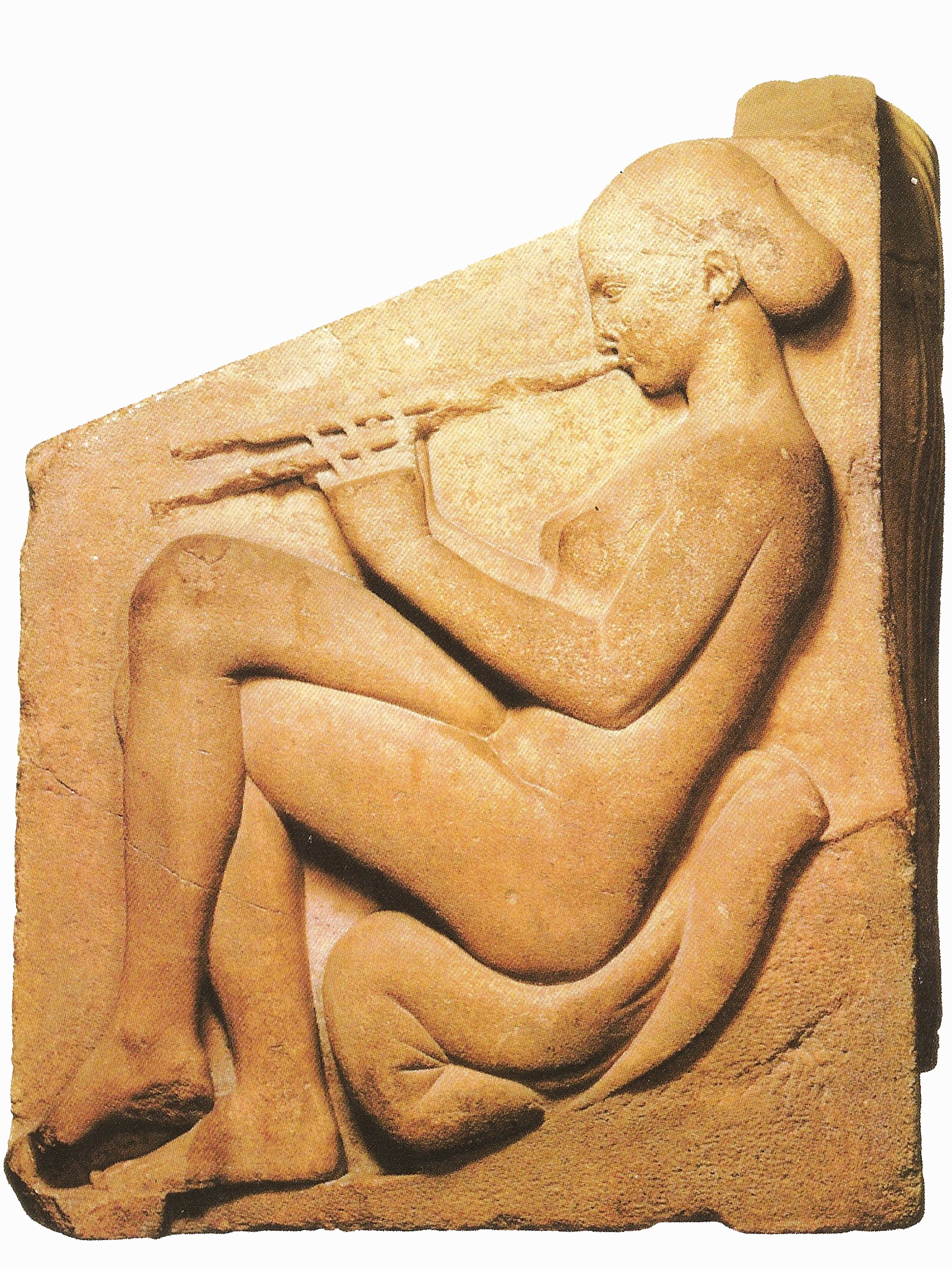
Particolare del Trono Ludovisi: ragazza che suona l'aulòs o doppio flauto. VI secolo a.C., Roma, Museo Nazionale Romano

L'attività di ricostruzione e di studio dell'espressione musicale antica, non esistendo all'epoca alcun tipo di notazione musicale che ne consenta la riproduzione accurata, si è basata su studi comparati di iconografia, analisi dei testi e storia sociale e del costume, coinvolgendo discipline quali la paleorganologia, l'etnomusicologia, l'archeologia e la storiografia.
Per quanto riguarda lo studio degli strumenti musicali antichi, l'esistenza di alcuni reperti, la ricchezza della documentazione iconografica, l'abbondanza di trattati teorici e di testimonianze letterarie ha facilitato la riproduzione di un ampio numero di strumenti, determinandone le possibilità melodiche ed armoniche e la qualità acustica e le loro possibili combinazioni. Questo ha consentito la definizione di un'ipotesi sul tipo di "atmosfere" che era possibile creare.

L'attività del gruppo è stata suddivisa in filoni di ricerca principali.

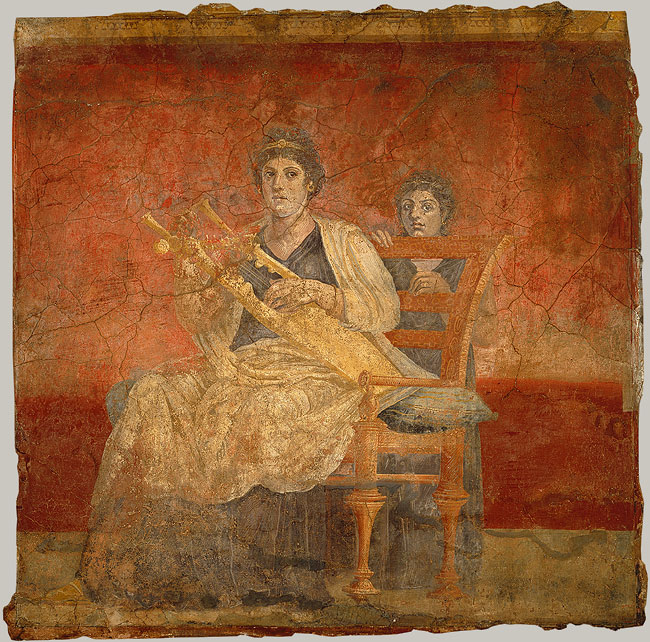
Affresco raffigurante donna che suona la cithara. Stanza H della Villa di P. Fannius Synistor a Boscoreale, ca. 40–30 a.C.

Il primo filone è stato dedicato agli strumenti a fiato e alla loro ricostruzione. La ricerca ha consentito di arrivare a una ricostruzione di strumenti quali syringa o syrinx, fistulae, tibiae, cornu, tuba, bucina, iynx, rhombus.
Il secondo filone di ricerca è stato dedicato agli strumenti a corda, di cui sono stati ricostruiti tra gli altri lyra, cithara, sambuca, cordae obliqua e pandura
.
I Greci ed i Romani non inventarono strumenti a corda ma perfezionarono e crearono varianti di quelli già esistenti. Le prime testimonianze di strumenti a corda dell'antichità quali cetre, lire ed arpe sono documentate nell'area che va dal Nilo alla Mesopotamia, intorno al 3000 a.C. In particolare la lira rivestiva un ruolo essenziale nel mondo greco-romano.
La lira greca era uno strumento fortemente simbolico, ottenuta assemblando un carapace di tartaruga (che rappresentava la vita intermedia tra il Cielo e la Terra), una pelle tesa (simbolo del sacrificio) e due corna su cui erano montate le corde (che rappresentato il Toro celeste), rappresentava dunque un altare simbolico che univa il Cielo e la Terra. 
Nelle raffigurazioni gli strumenti a corda compaiono spesso insieme ad altri strumenti musicali. La combinazione più frequente vede lyrae et citarae accostate al flauto di Pan (syrinx). Altre combinazioni sovente raffigurate erano quelle fra strumenti a corda e tibiae, ovvero doppi strumenti ad ancia e doppi flauti con il tympanum ed altri strumenti a percussione.
Il terzo filone è dedicato agli strumenti a percussione, con la ricostruzione tra gli altri di tympanum, cymbalum, crotala, scabillum, sistrum, rasum, e ad alcuni strumenti particolarmente elaborati del periodo tardo imperiale, la cosiddetta "Età dell’Oro" (aurea aetas).

## Collaborazioni scientifiche
Hanno collaborato in qualità di consulenti e/o collaboratori del progetto Synaulia Nathalie van Ravenstein, Luce Maioli, Ivan Gibellini, Anna Maria Liberati (Museo della Civiltà Romana), Maurizio Pellegrini (Museo Etrusco di Villa Giulia, Roma) Romolo Augusto Staccioli e Maria Grazia Iodice (Università La Sapienza, Roma), Paola Elisabetta Simeoni (Museo Nazionale delle Arti e Tradizioni Popolari), Maria Grazia Siliato, Marcus Junkelmann Ratzennhofen (Germania), Carlo Merlo (Clesis, Roma), Magdi Kenawy (Accademia d'Egitto, Roma),  Werner Hilgers (Rheinisches Landesmuseum, Bonn Germania), il H.P. Kuhnen (Rheinisches Landesmuseum, Trier Germania),  Maria Paola Guidobaldi (Sovrintendenza di Pompei), Febo Guizzi (Milano), Gerard Ijzereef (Amsterdam) e Fabrizio Felice Ridolfi (Roma).

## Collaborazioni musicali
Nel 2011 Walter e Luce Maioli collaborano al brano "Slide", presente nell'album "A hail of bitter almonds" della band Corde Oblique.
Nel 2016, Sempre con i Corde Oblique, Walter Maioli è presente nell'album "I Maestri del Colore", suonando gli strumenti a fiato nel brano "Giallo Dolmen".

## Discografia
- Synaulia, La musica dell'antica Roma, Vol. I – Gli strumenti a fiato - Amiata Records Arnr 1396, Firenze, 1996[5]
- Synaulia, La musica dell'antica Roma, Vol. II – Gli strumenti a corda – Amiata Records, Arnr 0302, Roma, 2003[6]

## Filmografia

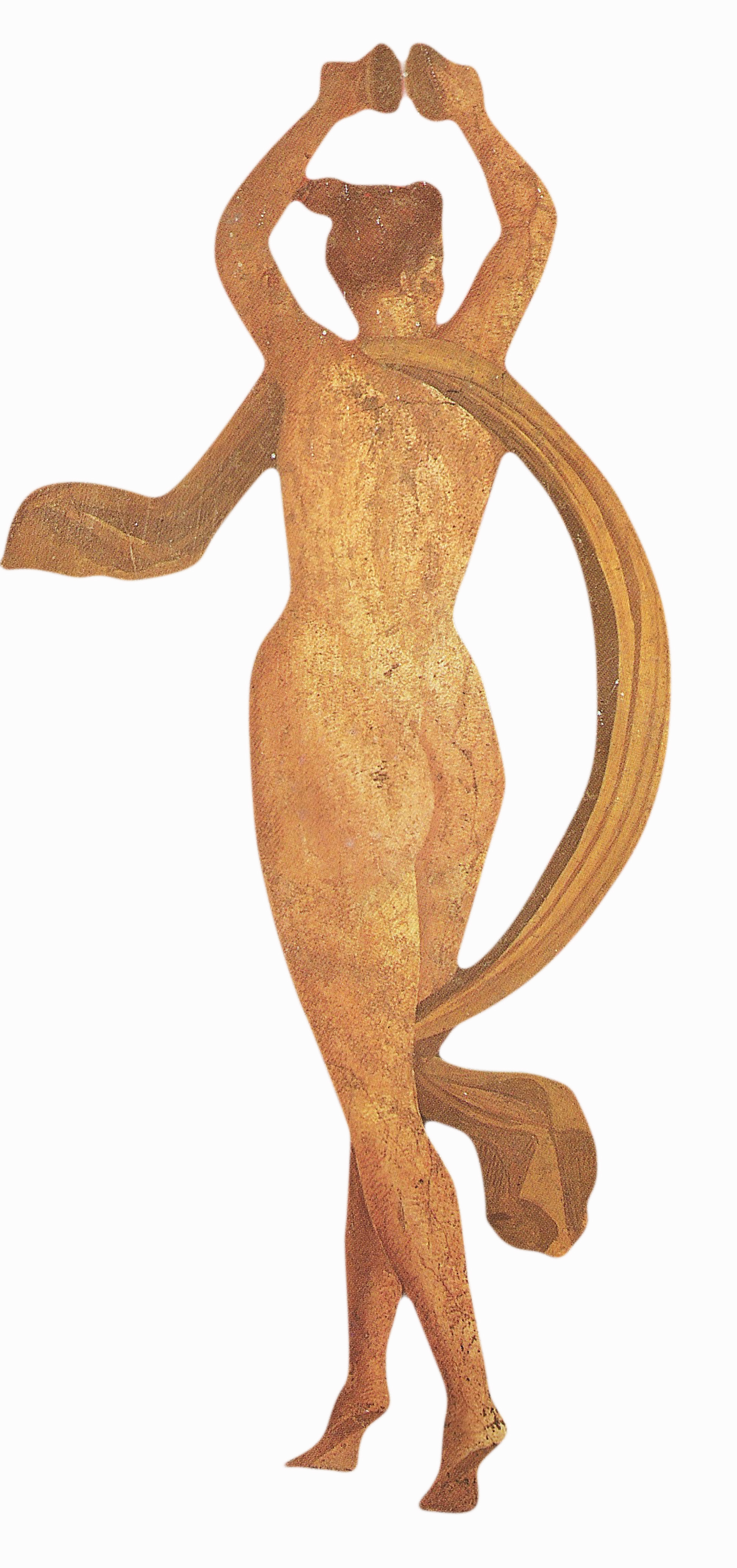
Suonatrice di cimbali. Particolare di un affresco, Villa dei Misteri, 60 a.C. ca.Pompei

Brani di Synaulia, Musica dell'antica Roma vol. I e vol. II sono stati inseriti nelle colonne sonore di documentari e film, tra cui:
- Sogno di una notte di mezza estate di Micheal Hoffman, 1999
- Il Gladiatore di Ridley Scott, 2000
- Carvilius - Un enigma dall'antica Roma, Discovery Channel, 2002
- The Village di Night Shyamalan, 2004
- Lo sport tra Grecia ed Etruria, 2004
- Empire, serie TV prodotta da Touchstone Television/Abc, 2005
- Rome, serie TV prodotta dalla BBC-HBO, 2005-2007
- Alexander the Great, Beyond the Movie , National Geographic, 2006
- Storia del teatro Italiano a cura di Giorgio Albertazzi e Dario Fo, Rai 2, Rai trade, 2006
- La donna si fa bella, moda costume e bellezza nell'Italia antica, 2006
- Nativity, New Line Cinema, 2006
- Demetra e il Mito, di Maurizio Pellegrini ed Ebe Giovannini, 2007
- La via Clodia, di Ebe Giovannini, 2007

- Storia del vino nell'età antica, Ministero per i beni e le attività culturali, Soprintendenza per i Beni Archeologici dell'Etruria Meridionale, 2008